# Timothy Edlin
Timothy Edlin (* 29. Juni 1993 in Canterbury, Vereinigtes Königreich) ist ein britischer Opernsänger im Stimmfach Bassbariton.

## Leben
Timothy Edlin schloss 2015 seinen Bachelor of Music an der University of Manchester ab, anschließend absolvierte er ein Studium zum Master of Music am Royal College of Music mit Auszeichnung.
2019 beendete er seine Ausbildung an der von Russell Smythe geleiteten Opera School des Royal College of Music in London. Ergänzend besuchte er Meisterklassen bei Dame Sarah Connolly, Dame Gwyneth Jones, Simon Keenlyside, Brindley Sherratt, Bo Skovhus, Edith Wiens und Johannes Martin Kränzle.
Seine fundierte musikalische Ausbildung begann er als Chorsänger in Canterbury Cathedral.
In den Spielzeiten 2019/2020 und 2020/2021 war Timothy Edlin Mitglied des Internationalen Opernstudios NRW (Nordrhein-Westfalen), ein Zusammenschluss der Theater: Theater Dortmund, Aalto-Theater Essen, Wuppertaler Bühnen und Musiktheater im Revier (Gelsenkirchen). Er ist aktuell Mitglied im Ensemble am Stadttheater Bremerhaven.
Timothy Edlin lebt in Deutschland.

## Wettbewerbe und Preise
Timothy Edlin gewann 2023 den Bach-Wettbewerb "SALVAT BACH GRANT" in Barcelona
2023 war Timothy Edlin Finalist bei dem renommierten "Handel Singing Competition – London Handel Festival".
2019 wurde er mit dem ersten Preis im Royal College of Music’s Concerto Competition ausgezeichnet.

## Engagements und Rollen
- 2025: Feri von Kerekles in Die Csárdásfürstin (Emmerich Kálmán), Stadttheater Bremerhaven[8]
- 2025: Capellio in I Capuleti e i Montecchi - Romeo und Julia (Vincenzo Bellini), Stadttheater Bremerhaven[9]
- 2025: Der König Treff / Die Köchin in Die Liebe zu den drei Orangen (Sergei Prokofjew), Stadttheater Bremerhaven[10]
- 2025: Schläger Otze in Noperas!- Oper Otze Axt (UA), (Richard Grimm), Musiktheater im Revier[11]
- 2025: Timagene in Poro (Georg F. Händel), Konzerthaus Dortmund[12], Händelhaus Halle[4]
- 2025: Verwalter/Wächter in Lady Macbeth von Mzensk (Dimitri D. Schostakowitsch) Oper Leipzig[1]
- 2024: Reinmar von Zweter in Tannhäuser und der Sängerkrieg auf Wartburg (Richard Wagner), Staatstheater Meiningen[13]
- 2024: Johann, Brühlmann in Werther (Jules Massenet), Konzerthaus Dortmund[14]
- 2024: The Abbot in Curlew Love Songs (Benjamin Britten) und  Curlew Love (Cymin Samawatieam), Theater Aachen[15]
- 2024: Bass in H-Moll Messe (Johann Sebastian Bach), Symphony Hall (Boston), USA[16]
- 2024: La Rocca in Un giorno di regno (Giuseppe Verdi), Musiktheater im Revier[17]
- 2024: Araldo in Il canto s’attrista, perché? (Salvatore Sciarrino), Stadttheater Klagenfurt[18]
- 2023: Dottore Grenvil in La Traviata (Giuseppe Verdi), Anhaltisches Staatstheater Dessau[19]
- 2023: Second Mate in Billy Budd (Benjamin Britten), Musiktheater im Revier Gelsenkirchen[20]
- 2023: Marquis von Obigny in La Traviata (Giuseppe Verdi), Wuppertaler Bühnen[21]
- 2022: Ascanio Petrucci in Lucrezia Borgia (Gaetano Donizetti), Aalto-Theater Essen[22]
- 2022: Reinmar von Zweter in Tannhäuser und der Sängerkrieg auf Wartburg (Richard Wagner), Wuppertaler Bühnen[23]
- 2022: Sprecher, Zweiter Priester, zweiter Geharnischter in Die Zauberflöte (Wolfgang Amadeus Mozart), Wuppertaler Bühnen[24]
- 2022: Brühlmann in Werther (Jules Massenet), Wuppertaler Bühnen[25]
- 2021: Teodoro in il re teodoro in venezia (Giovanni Paisiello), Musiktheater im Revier[26]
- 2021: Il Sagrestano in Tosca (Giacomo Puccini), Oper Dortmund[27]
- 2021: Der Professor in Hin- und Zurück (Paul Hindemith), Musiktheater im Revier Gelsenkirchen[28]
- 2021: Araldo in Il canto s'attrista, perche? von Salvatore Sciarrino, Wuppertaler Bühnen[29]
- 2021: Achilla in giulio-cesare-in-egitto (Georg Friedrich Händel), Musiktheater im Revier[30]
- 2020: Borella in Die Stumme von Portici (Daniel-François-Esprit Auber), Oper Dortmund[31]
- 2020: Bariton in Chaosmos (Marc Sinan), Wuppertaler Bühnen[32]
- 2020: Antonio in Le nozze di Figaro (Wolfgang Amadeus Mozart), Wuppertaler Bühnen[33]
- 2019: Snug in A midsummer night`s dream (Benjamin Britten), Nevil Holt Opera[34]
- 2019: Sir William in Robinson Crusoe (Jaques Offenbach), Royal College Music International Opera Studio (RCM)[35]
- 2018: Arthur/Officer in The Lighthouse (P.M. Davies), Royal College Music International Opera Studio[36]
- 2018: Pason/Badger in The Cunning little Vixen (Leos Janacek), Royal College Music International Opera Studio[37]
- 2018: Caliban in The Enchanted Island (Jeremy Sams), British Youth Opera[38]
- 2017: Teobaldo in Faramondo (Georg Friedrich Händel), London Handel Festival[39]
- 2017: Presto in Les Mamelles de Tiresias (Francis Poulenc), Royal College Music International Opera Studio[40]
- 2017: Colline in La Bohème (Giacomo Puccini), Rye Arts Festival[41]
- 2017: Policeman in Doctor, Devil; The Vanishing Bridegroom (Judith Weir), British Youth Opera[42]
- 2016: Il Re (Cover) in Ariodante, (Georg Friedrich Händel), London Handel Festival[43]
- 2015: Polypheme in Acis and Galatea (Georg Friedrich Händel), University of Manchester
- 2013: Figaro in Le nozze di Figaro (W.A. Mozart), University of Manchester[44]